# NGC 3183
NGC 3183 = NGC 3218 ist eine Balken-Spiralgalaxie vom Hubble-Typ SBbc im Sternbild Drache am Nordsternhimmel. Sie ist schätzungsweise 144 Millionen Lichtjahre von der Milchstraße entfernt und hat einen Durchmesser von etwa 95.000 Lichtjahren. Sie ist Mitglied der vier Galaxien zählenden NGC 3147-Gruppe (LGG 193).
Das Objekt wurde am 28. September 1865 von Heinrich Louis d’Arrest entdeckt.